# منزل أفراشتة
منزل أفراشتة (بالفارسية: خانه افراشته) هو منزل تاريخي يعود إلى عصر السلالة الصفوية، ويقع في فردوس.